# مرگ‌ها در آوریل ۲۰۱۹
مرگ‌ها در آوریل ۲۰۱۹ (انگلیسی: Deaths in April 2019) آنچه در پی می‌آید فهرست افراد سرشناسی است که در آوریل ۲۰۱۹ درگذشته‌اند.
- در هر عنوان به‌ترتیب نام شخص، سن، ملیت، دلیل سرشناسی، علت مرگ، و منبع آمده‌است.

## آوریل

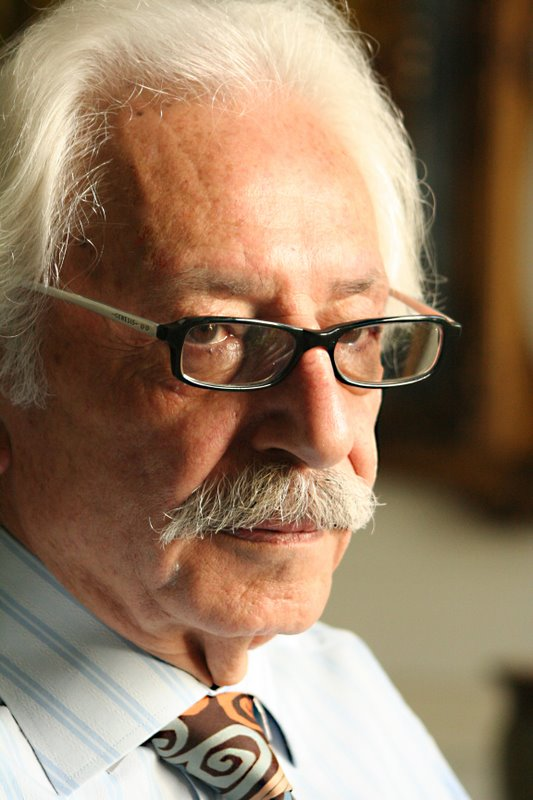
جمشید مشایخی

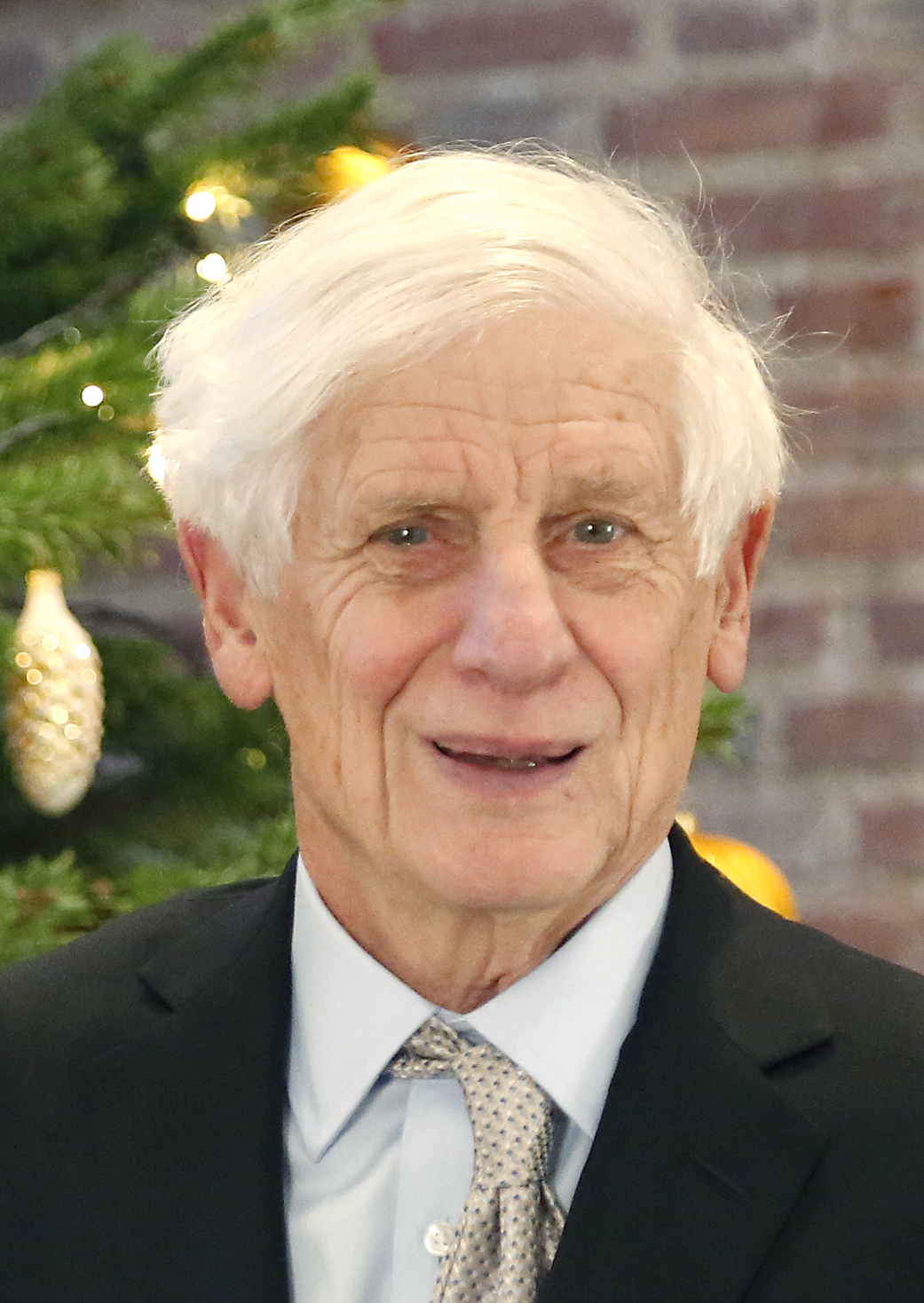
دیوید جی تاولس

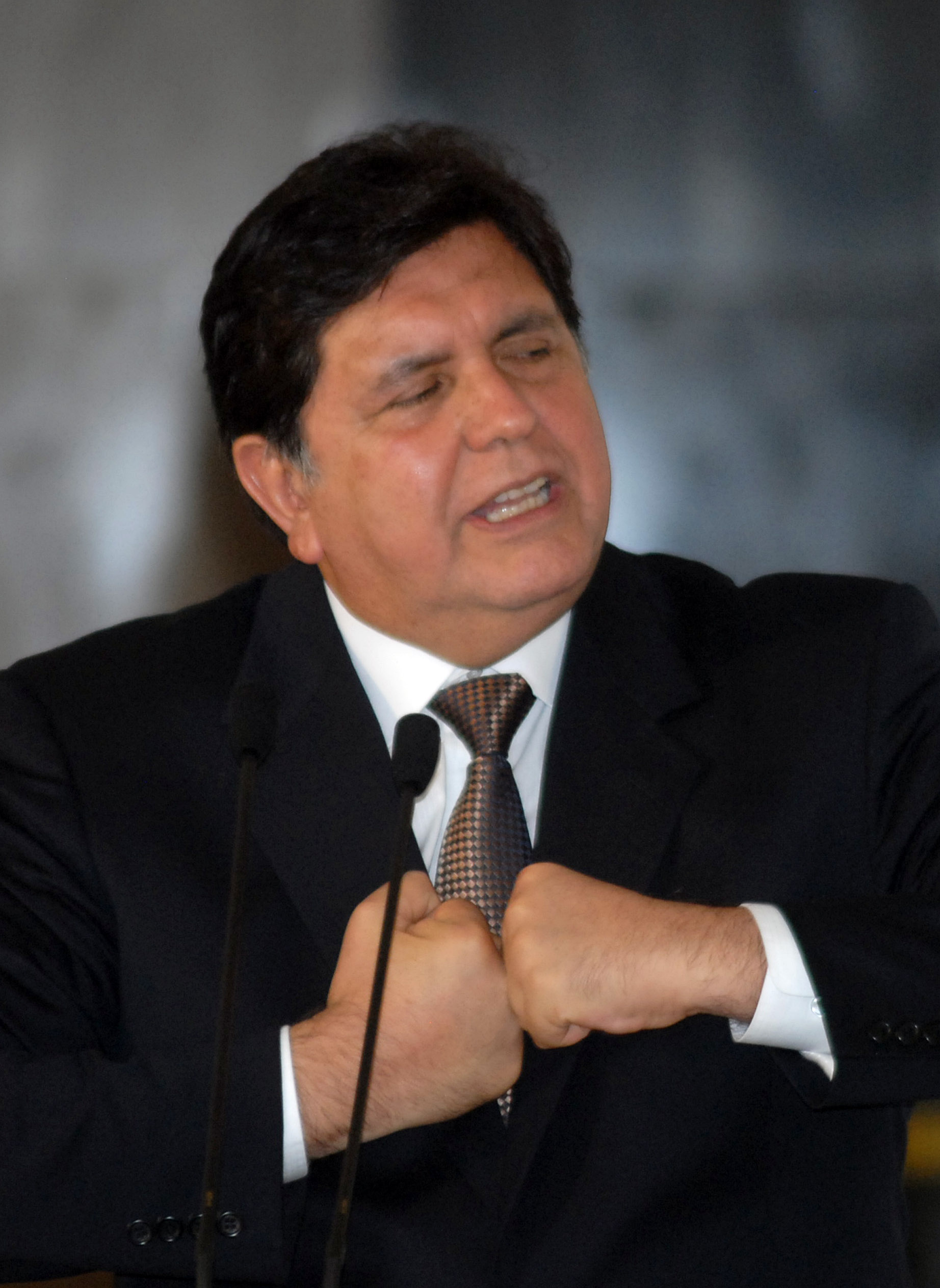
آلن گارسیا

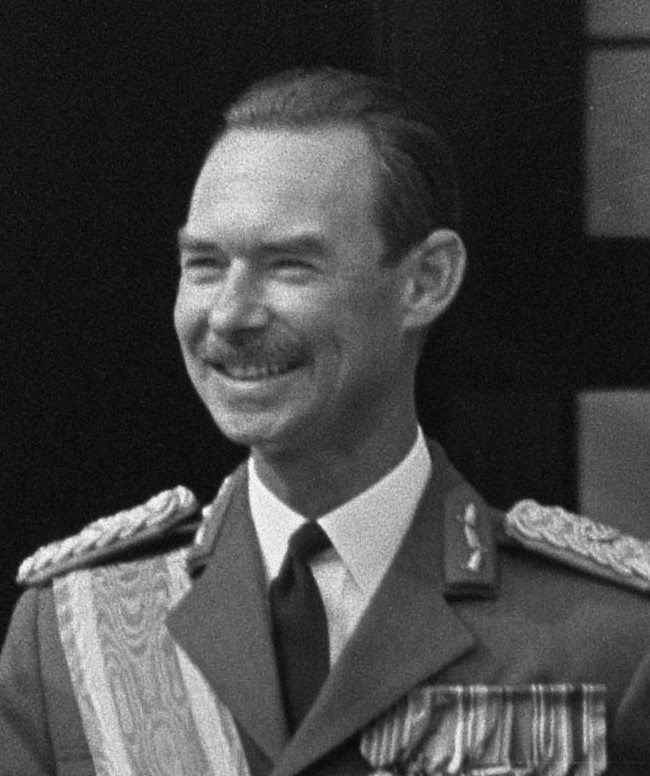
ژان، دوک اعظم لوکزامبورگ

- رافائل سانچر فرلوسیو، ۹۱، نویسنده اهل اسپانیا.
- جمشید مشایخی، ۸۴، بازیگر ایرانی.
- گیورگی دانلیا، ۸۸، یک کارگردان، فیلم‌نامه‌نویس، و هنرپیشه اهل اتحاد شوروی.
- سیدنی برنر، ۹۲، زیست‌شناس اهل آفریقای جنوبی.
- جانفرانکو لئونچنی، ۷۹، بازیکن فوتبال اهل ایتالیا.
- دیوید جی تاولس، ۸۴، فیزیک‌دان بریتانیایی.
- سیمور کاسل، ۸۴، هنرپیشه اهل ایالات متحده آمریکا.
- الوین برلیکمپ، ۷۸، دانشمند رایانه اهل ایالات متحده آمریکا.
- جورجیا انگل، ۷۰، هنرپیشه اهل ایالات متحده آمریکا.
- تامی اسمیت، ۷۴، بازیکن فوتبال اهل انگلستان.
- تونی بوزان، ۷۶، نویسنده و مشاور آموزشی اهل انگلستان.
- پال گرینگارد، ۹۳، عصب‌پژوه اهل ایالات متحده آمریکا.
- بیبی آندرشون، ۸۳، هنرپیشهٔ سوئدی.
- جین وولف، ۸۷، نویسنده اهل ایالات متحده آمریکا.
- فی مک‌کنزی، ۱۰۱، هنرپیشه اهل ایالات متحده آمریکا.
- آلن گارسیا، ۶۹، سیاست‌مدار اهل پرو.
- لیرا مک‌کی، ۲۹، روزنامه‌نگار، مقاله‌نویس، و نویسنده اهل بریتانیا.
- پاتریک سرکو، ۷۴، دوچرخه‌سوار اهل بلژیک.
- منیر شاهرودی فرمانفرمائیان، ۹۶، نقاش ایرانی.
- کن کرچوال، ۸۳، هنرپیشه اهل ایالات متحده آمریکا.
- له دوک آنه، ۹۸، سیاست‌مدار اهل ویتنام.
- ژان، دوک اعظم لوکزامبورگ، ۹۸، دوک اعظم لوکزامبورگ.
- دیوید وینترز، ۸۰، کارگردان، و طراح رقص اهل ایالات متحده آمریکا.
- بهمن کشاورز، ۷۵، حقوق‌دان ایرانی.
- ژان-پیر ماریل، ۸۷، هنرپیشه اهل فرانسه.
- جان هاولیچک، ۷۹، بازیکن بسکتبال اهل ایالات متحده آمریکا.
- سعید نورالهی، ۶۸، هنرپیشه و بازیگر ایرانی.
- نگاسو گیدادا، ۷۵، سیاست‌مدار و تاریخ‌نگار اهل اتیوپی.
- جان سینگلتون، ۵۱، فیلم‌نامه‌نویس، تهیه‌کننده، و کارگردان اهل ایالات متحده آمریکا.
- انیمون، ۶۸، بازیگر، فیلم‌ساز و فعال سیاسی اهل فرانسه.
- پیتر میهیو، ۷۴، هنرپیشه و پدیدآور اهل بریتانیا.